# Nikujyaga

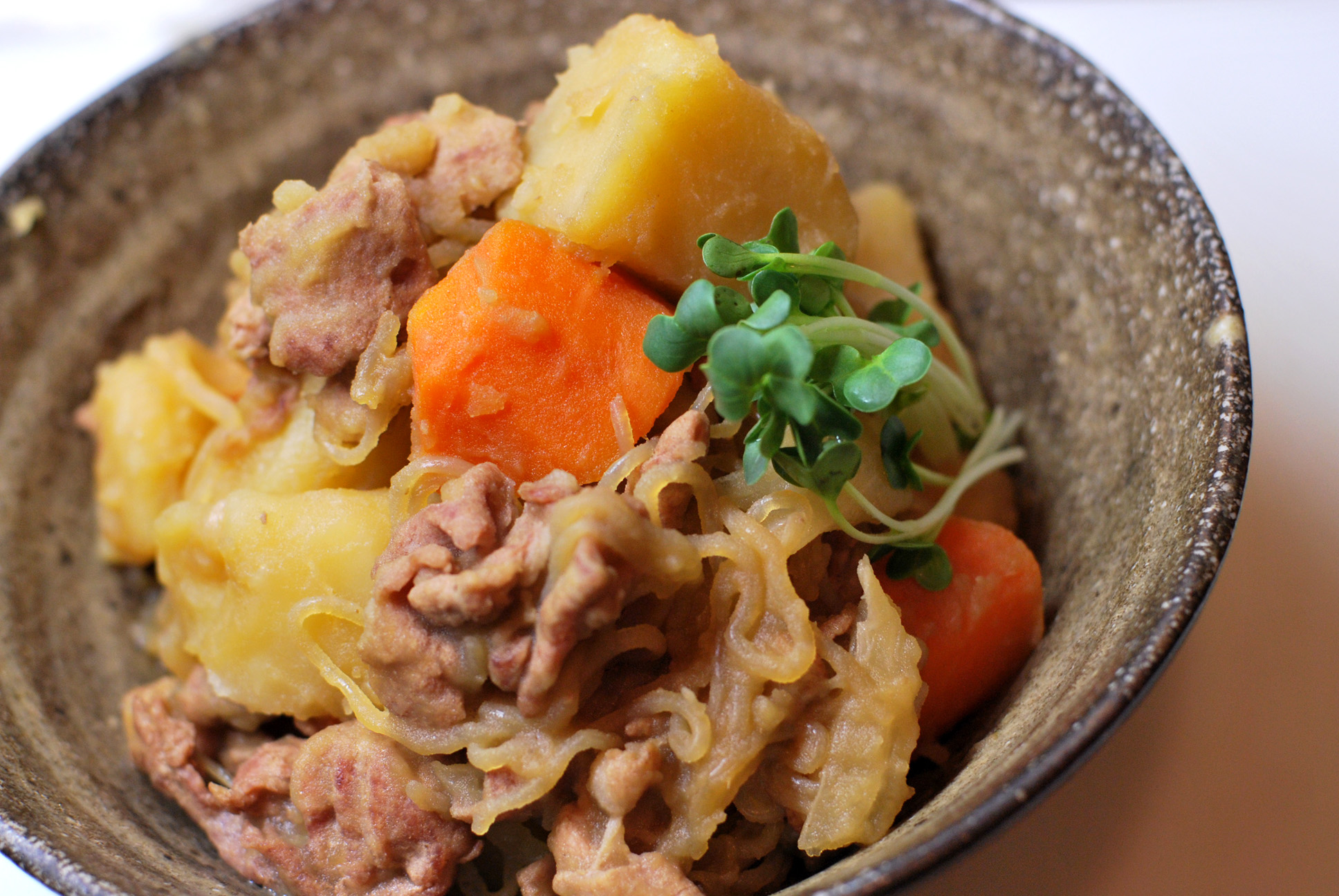
Nikujaga.

El nikujaga (肉じゃが, ‘carne-patata’?) es un estofado tradicional de la cocina japonesa cuyos principales ingredientes son carne, patatas y cebolla todas ellas estofadas con soja endulzada, en algunas ocasiones con ito konnyaku y verduras diversas. La carne empleada suele ser de vaca, finamente picada en rodajas, aunque suele emplearse igualmente carne de cerdo en la elaboración de este plato en algunas localidades del Este de Japón.

## Características
Se trata de un plato fundamentalmente casero que se suele preparar en los meses fríos de invierno, se sirve por regla general en un cuenco de arroz y sopa de miso. Se puede ver este plato a veces en los izakayas. Se suele decir en Japón que es uno de los platos de la "abuela". Se cree que fue elaborado por primera vez por los chefs de la Armada Imperial Japonesa a finales del siglo XIX. Plato inspirado quizás en los servicios culinarios de los "stews" servidos en la Royal Navy, hecho que estudió con detalle Tōgō Heihachirō cuando se encontraba estudiando ciencias navales en Gran Bretaña. Al regresar a Japón intentó hacer una versión japonesa del estofado para uso exclusivo de la Armada Imperial debido a su valor nutritivo.